# Łotwa na Zimowej Uniwersjadzie 2009
Łotwę na Zimowej Uniwersjadzie w Harbinie będzie reprezentowało 6 zawodników .

## Kadra

### Narciarstwo alpejskie
- Einars Lansmanis
- Roberts Rode

### Biegi narciarskie
- Valts Eiduks
- Sandis Kemers
- Guntars Namsons
- Pavel Ribakovs